# Sangiovese
Sangiovese er en italiensk druesort, der primært dyrkes i Toscana. Navnet stammer fra det latinske udtryk ‘Sanguis Iovis’, som betyder Jupiters blod.
Druen benyttes bl.a. i produktionen af de kendte vine, Chianti og Brunello di Montalcino. Samtidig anvendes druen i nogle områder i kombination med de klassiske franske druesorter Cabernet Sauvignon, Cabernet Franc og Merlot i produktionen af de mest legendariske italienske kultvine, også kaldet 'Supertoscanere', herunder Sassicaia, Masseto, Ornellaia Bolgheri Superiore, Tignanello og Solaia. Kombinationen af druesorterne skabte en særlig kompleksitet og elegance, der mindede om de største vine fra Bordeaux og henrykkede nogle af verdens mest indflydelsesrige vinanmeldere. Vinene gjorde for alvor, at Italien bevægede sig ind i toppen af international vinproduktion tilbage i 1970'erne og 1980'erne.